# Mchenga
Mchenga es un género de peces de la familia Cichlidae y de la orden de los Perciformes. Es endémico del lago Malawi en África Oriental.

## Especies
- Mchenga conophoros (Stauffer, LoVullo & McKaye, 1993)
- Mchenga cyclicos (Stauffer, LoVullo & McKaye, 1993)
- Mchenga eucinostomus (Regan, 1922)
- Mchenga flavimanus (Iles, 1960)
- Mchenga inornata (Boulenger, 1908)
- Mchenga thinos (Stauffer, LoVullo & McKaye, 1993)